# Olive Borden
Olive Mary Borden (Richmond, 14 luglio 1906 – Los Angeles, 1º ottobre 1947) è stata un'attrice statunitense, attiva all'epoca del muto e nel primo periodo del cinema sonoro.
Soprannominata "The Joy Girl", fu celebre per i suoi nerissimi capelli e la sua grande bellezza.

## Gioventù
Fino agli anni novanta si credette erroneamente che il suo vero nome fosse Sybil Tinkle, ma poi si è scoperto che veniva confusa con un'altra donna con lo stesso nome. Il padre morì quando era ancora bambina, così venne cresciuta dalla madre, Sibbie, a Norfolk in Virginia e poi a Baltimora, dove frequentò delle scuole cattoliche. Era lontana parente della celebre omicida Lizzie Borden. Diventata ragazza convinse la madre a portarla a Hollywood per inseguire una carriera nel mondo dello spettacolo.

## La carriera cinematografica
Iniziò la propria carriera nel 1922 come una delle "Bellezze al bagno" di Mack Sennett e presto passò a interpretare il ruolo della "Vamp" in alcune comiche brevi di Hal Roach. Quindi il produttore Paul Bern la scelse per una parte nel film The Dressmaker In Paris. Nel 1925 venne messa sotto contratto dalla Fox Film Corporation dopo essere stata scelta tra le WAMPAS Baby Stars insieme alla cugina Natalie Joyce. 

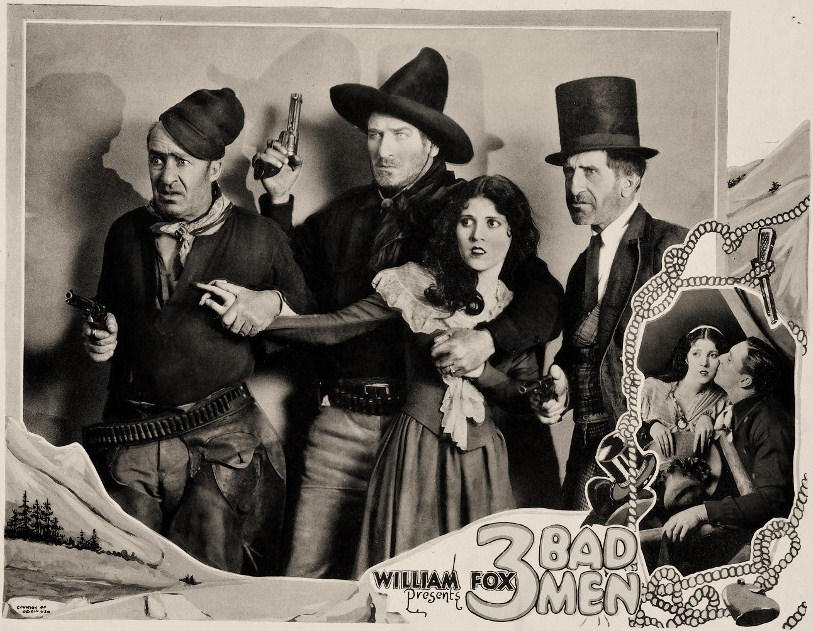
I tre furfanti di John Ford (1926)

La Borden diventò rapidamente una delle stelle più popolari e pagate dell'epoca, percependo un compenso di 1.500 dollari alla settimana. Ebbe ruoli di primo piano in undici film della Fox, tra cui I tre furfanti e Le disgrazie di Adamo, entrambi interpretati al fianco del suo fidanzato di allora, l'attore George O'Brien. Sempre in quel periodo lavorò con registi che in seguito sarebbero diventati estremamente famosi come John Ford, Howard Hawks e Leo McCarey.
Quando nel 1927 la Fox decise di ridurle i compensi la Borden ruppe il contratto. In quel momento era una stella di prima grandezza, ma trovò difficile il passaggio dal cinema muto a quello sonoro. Si impegnò per liberarsi del suo accento del sud ma non riuscì a scrollarsi di dosso la reputazione di attrice con cui era difficile lavorare. Aveva comunque ancora diverse richieste e continuò a lavorare per la Columbia e la RKO. Decise di tagliare i suoi caratteristici capelli scegliendo un corto caschetto e trasformandosi, come dettava la moda del tempo, in una flapper. Durante i primi anni trenta interpretò diversi film ma la sua carriera ormai andava declinando. La sua ultima apparizione sullo schermo fu nel film del 1934 Chloe, Love Is Calling You. Si trasferì a New York dove tentò una carriera teatrale che però durò molto poco a causa dei suoi numerosi problemi personali. Per un certo periodo si guadagnò da vivere esibendosi nel circuito del vaudeville.

## Vita privata
Olive Borden si sposò due volte ma entrambi i matrimoni fallirono. La prima volta sposò un agente di cambio di nome Theodore Spector, nel marzo 1931. L'uomo venne arrestato per bigamia l'anno successivo, quando si scoprì che l'aveva sposata prima di ottenere il divorzio dalla sua prima moglie. Il matrimonio venne annullato. Nel 1934 sposò il secondo marito, l'elettricista John Moeller; il matrimonio si concluse con il divorzio sette anni dopo.
Dal 1926 al 1930 aveva avuto una relazione con l'attore George O'Brien. Aveva inoltre frequentato il regista Marshall Neilan e il produttore Paul Bern. per la maggior parte della vita, tuttavia, la Borden visse con la madre Sibbie.

## Gli ultimi anni e la morte
Nel 1943 Olive Borden si arruolò nel Women's Army Corps (sezione femminile dell'esercito statunitense), ricevendo un encomio ufficiale per il coraggio dimostrato facendo ribaltare un camion di munizioni nemico. Dopo il congedo tentò un fallimentare ritorno nel mondo del cinema. Finita in miseria, trascorse i suoi ultimi anni in uno dei quartieri più degradati di Los Angeles, pulendo i pavimenti della Sunshine Mission, un istituto di accoglienza per donne bisognose.
Morì il 1º ottobre 1947, per una combinazione di disturbi allo stomaco provocati dall'alcolismo e polmonite. L'unica cosa che le era rimasta al momento della morte era una sua foto autografata.. Fu sepolta al Forest Lawn Memorial Park di Glendale (California). Mamma Sibbie fu sepolta al suo fianco.

## Riconoscimenti
- WAMPAS Baby Stars 1925
- Per il grande contributo dato allo sviluppo dell'industria cinematografica le è stata dedicata una stella sulla Hollywood Walk of Fame al 6801 dell'Hollywood Boulevard. È stata una delle prime otto persone a ricevere la suddetta stella nel 1958, poiché il suo nome venne estratto a sorte tra centinaia di candidati.

## Filmografia parziale
- Why Men Work, regia di Leo McCarey - cortometraggio (1924)
- Neck and Neck, regia di Fred Hibbard (1924)
- La regina della moda (The Dressmaker from Paris), regia di Paul Bern (1925)
- The Overland Limited, regia di Frank O'Neill (1925)
- Grounds for Divorce, regia di Paul Bern (1925)
- The Yankee Señor, regia di Emmett J. Flynn (1926)
- The Overland Limited, regia di Frank O'Neill (1925)
- My Own Pal, regia di John G. Blystone (1926)
- Yellow Fingers, regia di Emmett J. Flynn (1926)
- I tre furfanti (3 Bad Men), regia di John Ford (1926)
- Le disgrazie di Adamo  (Fig Leaves), regia di Howard Hawks (1926)
- The Country Beyond, regia di Irving Cummings (1926)
- La scimmia che parla (The Monkey Talks), regia di Raoul Walsh (1927)
- Secret Studio, regia di Victor Schertzinger (1927)
- Sogni dorati (The Joy Girl), regia di Allan Dwan (1927)
- Un accidente di ragazza, regia di John G. Blystone (1927)
- The Albany Night Boat
- Labbra di vergine, regia di Elmer Clifton (1928)
- Gang War, regia di Bert Glennon (1928)
- Stool Pigeon, regia di Renaud Hoffman (1928)
- Sinners in Love, regia di George Melford (1928)
- Sahara (Love in the Desert), regia di George Melford (1929)
- La raffica, regia di John P. McCarthy (1929)
- Half Marriage, regia di William J. Cowen (1929)
- Dance Hall, regia di Melville W. Brown (1929)
- La fiamma occulta (Weddings Rings), regia di William Beaudine (1929)
- Hello Sister, regia di Walter Lang (1930)
- Il leone sociale, regia di A. Edward Sutherland (1930)
- The Divorce Racket, regia di Aubrey Scotto (1932)
- Hotel Variety, regia di Raymond Cannon (1933)
- Leave It to Me, regia di Monty Banks (1933)
- The Mild West, regia di Joseph Henabery (1933)
- Chloe, Love Is Calling You, regia di Marshall Neilan (1934)